# إدواردو سيمويس
إدواردو سيمويس هو لاعب كرة قدم برتغالي في مركز الدفاع، ولد في 25 يناير 1982 في لشبونة في البرتغال. شارك مع منتخب البرتغال تحت 16 سنة لكرة القدم ومنتخب البرتغال تحت 17 سنة لكرة القدم ومنتخب البرتغال تحت 18 سنة لكرة القدم ومنتخب البرتغال تحت 20 سنة لكرة القدم. أما مع النوادي، فقد لعب مع ريال سبورت كلوب وفيهرين ساندانسكي ومافرا ونادي بنفيكا ونادي ريكرياتيفو ديسبورتيفو دو ليبولو.

## وصلات خارجية
- إدواردو سيمويس على موقع قاعدة بيانات كرة القدم.إي يو (الإنجليزية)
- إدواردو سيمويس على موقع Soccerway.com (الإنجليزية)